# 天主教聖但尼教區
天主教聖但尼教區（拉丁語：Dioecesis Sancti Dionysii in Francia）是法國一個羅馬天主教教區，屬巴黎總教區。
教區成立於1966年1月9日，位於塞納-聖但尼省，2010年有教友660,000人（佔轄區總人口43.6%）、832個堂區、273名司鐸。現任教區主教為帕斯卡爾·德蘭諾依。